# Уич
„Уич“ (на английски: W.I.T.C.H.) е италианско комикс списание в жанра фентъзи.
Създадено е през 2001 г. от Елизабета Ньоне (Elisabetta Gnone) в сътрудничество с Уолт Дисни (Walt Disney Company Art Studios), Италия. Издава се в България от „Егмонт България“.
Първият брой на списанието излиза на български език през януари 2003 г. и незабавно привлича вниманието на момичетата на възраст между 7 и 16 години.
Комиксът се отличава с елегантния си сюжет, живи цветове и налагането на френска мода, силно напомняща на 70-те.
Въпреки че като цяло списанието е насочено към момичетата от определена възрастова категория, то се чете също както от техните връстници момчета, така и от родителите им.

## Действие
Историята се разиграва в пристанищния град Хедърфилд. 14-годишната Уил се премества да живее там заедно с майка си и бързо намира приятелки завинаги. Главните 5 героини – Уил, Ирма, Тарани, Корнелия и Хей Лин, са навлезли в тийнейджърската възраст и откриват все повече неща за новите магически сили, които владеят.

## Главни герои
Името на списанието идва от инициалите на имената на 5-те главни героини:
- Will – Уил
- Irma – Ирма;
- Taranee – Тарани;
- Cornelia – Корнелия;
- Hay Lin – Хей Лин.

Самата дума „Witch“ в превод от английски означава „вещица“. Момичетата са наричани също „Пазителките“, защото са избрани за новите Защитници на Вселената и Пазителки на Сърцето на Кандракар. Те трябва да опазят доброто от злото и за целта им са дадени Петте елемента на Света: квинтесенция, вода, огън, земя и въздух.

### Уил Вандъм
- Име:Уил Вандъм
- Години:14
- Зодия:козирог
- По характер е малко затворена, много е чувствителна и лесно се разстройва. В училище любими са ѝ заниманията по биология и точните науки. Страда от сезонни алергии. Обича всички водни спортове и колекционира всичко, което наподобява жаби. Когато е притеснена, усуква краищата на косата си. Заедно с майка си, която е консултант в Симултек, живеят в апартамент в предградията. Влюбена е в Мат Олсен.
- Магически образ:

Водачка е на W.I.T.C.H. и пазител на „Сърцето на Кандракар“ – скъпоценност, която концентрира в себе си силата на четирите стихии – Въздух, Вода, Земя и Огън и ги превръща в абсолютна Природна енергия. Може да общува с електрически уреди, да използва телепатия, за да разговаря със своите приятелки, да създава астрални близнаци на себе си и на другите пазителки и може да прави електрически мълнии.

### Ирма Леър
- Име:Ирма Леър
- Години:13
- Зодия:риби
- Обича да се излежава и да слуша музика. Има остър като бръснач език и винаги измисля забавни прякори на хората. Думата „точност“ не е от нейния речник. Мрази всички предмети с изключение може би на географията. Има костенурка на име Лийфи. Живее с майка си, (но истинската ѝ майка е починала в катастрофа, когато тя е била малка, и само Ирма и баща ѝ са оцелели) баща си, който е полицай и брат ѝ Кристофър.
- Магически образ:

Ирма контролира силите на Водата. Може да накара учителите, когато я изпитват, да ѝ зададат единствения въпрос, по който е учила. Може да кисне с часове във ваната без пръстите ѝ да се набръчкат от водата. Може да командва вълните на океана и да прави въздушни джобове.

### Тарани Кук
- Име:Тарани Кук
- Години:13
- Зодия:овен

Тя обожава да прави снимки. Обича класическата музика. Лесно общува с всички и предпочита да разговаря, вместо да спори с някого. Живее с майка си, баща* си и брат си Питър, който е на 17 години.
Тя, както и брат ѝ, обожава етно стил – мънистата в косата ѝ го подчертават. В стаята си държи множество красиви неща като Зу дървено жирафче от дядо ѝ и подобни етно предмети.
Влюбена е в Найджъл Аскрофт, който е бивш член от бандата на Юрая.
- Магически образ:

Тарани притежава силата на огъня, най-неконтролируемият от всички природни елементи. Може да създава избухливи пламъци и сфери, които осветяват тъмнината. Има силни телепатични умения и когато е наоколо, приятелките ѝ могат да общуват по този начин.

### Корнелия Хейл
- Име:Корнелия Хейл
- Години:14
- Зодия:Телец
- Тя е шампион по зимни кънки. Не може да плува и се бои от водата. Критична, прагматична и елегантна. Любим предмет в училище – историята. Живее с майка си, баща си и малката си досадна сестра Лилиан.

Влюбена е в Калеб.
- Магически образ:

Корнелия контролира силите на Земята. Може да отваря проходи в стени или в земята, да предизвиква леки земетресения, да накара цветята да цъфтят и да променя формата на всяко растение. Може да мести предмети със силата на ума си и често го използва, за да подреди стаята си.

### Хей Лин
- Име:Хей Лин
- Години:13
- Зодия:Близнаци
- Весела, безгрижна и позитивно настроена. Обожава очилата (колекционира ги) и връзките, които използва като аксесоари за крайно индивидуалния си начин на обличане. Любим предмет в училище – рисуване. Живее с родителите си и баба си, която също е била пазителка на въздуха. Влюбена е в Ерик.
- Магически образ:

Хей Лин владее силите на въздуха. Може да създава леки бризове или мощни вихри и да контролира приливите и отливите. Може да вижда спомените на другите, като слуша любимата им музика. Тя единствена от групата може да лети без преобразяване. Вятърът може да ѝ донесе различни звукове – когато някой пише на клавиатура, тя може да разбере написаното само от звуковете, донесени ѝ от вятъра. Тя може да стане невидима, когато поиска. Със силата на въздуха Хей Лин е спасявала многократно останалите пазителки от удавяне, правейки въздушни мехури във водата. Така цялата група се побира в мехура и има кислород, достатъчен докато изплуват на повърхността.

## Второстепенни герои
- Елион – Докато живее и учи в Хедърфилд, Елион е най-добрата приятелка на Корнелия. Когато среща Седрик, той я подмамя и я кара в Меридиан. От този момент момичетата се разделят и Елион става най-непримиримата неприятелка на Пазителките на Кандракар. От Седрик тя научава, че народът на Метасвета я очаква да се появи като Светлината на Меридиан – бъдещата господарка на царството, в което династичната власт се предава по женска линия. Междувременно брат ѝ Фобос я замества като регент, но се готви да отнеме силите ѝ с коварство. Когато научава за замисъла му, Елион разбира, че е била заблудена и приема помощта на Пазителките. Тя използва магически сили, които не са свързани с природните стихии – чисти и мощни енергийни изригвания, с чиято помощ тя владее материята.

- Оракула – Това е водачът на Събора на Кандракар. Неговият „момчешки“ вид може да ви заблуди, но Оракулът винаги знае какво става, въпреки че не може да се намесва в решенията на другите. Дори в най-трудните ситуации той продължава да се доверява напълно на членовете на УИЧ, дотолкова че понякога допуска да нарушат правилата на Кандракар. Неговата безкрайна мъдрост му позволява да разбира и приема чувствата и несигурността у другите, а постиженията на УИЧ доказват, че това е мъдър избор.

- Мат Олсен – Мат свири в музикалната група „Кобалт Блу“ и въпреки че посвещава почти цялото си свободно време на музиката, успехът му в училище никак не е лош. Когато не е зает с репетиции, помага в зоомагазина на дядо си, защото много обича животните. Мат е една година по-голям от Уил и е увлечен по нея, въпреки че понякога трудно я разбира. Запознал се е по-отблизо с нейната астрална близначка и тази среща го е объркала. А може би точно непредвидимостта на Уил го покорява. Той помага на пазителките да се бият срещу злото.

- Найджъл Ашкрофт – Съученик на Юрая и бивш член на неговата банда. След като се разделя с тази компания безделници, учението му се струва далеч по-забавно. Той е мълчалив и разумен. Дълго време крие своята чувствителност. Когато се запознава с Тарани, нещо у него се променя. С новото приятелство обаче се появяват и нови проблеми, защото съдия Кук – майката на момичето, никак не го харесва. Причината е, че заради среднощна екскурзия из музея на Хедърфилд именно съдия Кук наказва Найджъл, както и Юрая и цялата банда, с три месеца общественополезен труд в музея. Тарани и Найджъл се разделят с крясък.

- Мартин Тъбс – Той е лудо влюбен в Ирма и е готов на всичко за нея. Напълно зависим е от очилата си. Без тях е сляп като прилеп. На външен вид определено не е Мистър Свят. Членува в Клуба на „Веселите мечки“. Въпреки че Ирма не отвръща на любовта му (всъщност в началото едва го понася), Мартин постепенно става добър приятел на петте Пазителки. Показва голяма смелост, когато съобщава, че Юрая е извършил кражба, за да навреди на Найджъл, който е обвинен за престъплението. С помощта на Ирма, Уил, Корнелия, Тарани, Хей Лин, Корнелия той печели на изборите срещу сестрите Гръмпър.

- Питър Ланселот Кук – Той е по-големият брат на Тарани. Учи в Художественото училище в Хедърфилд. Питър посвещава времето си на учението, спорта и приятелите. Пада си по баскетбол, сърфинг и екстремни спортове. Винаги търси нови занимания. Отношенията между Питър и сестра му са идеални. Двамата са съвършените съучастници. И макар че Тарани никога няма да го признае, вкъщи той е нейният ангел хранител, готов да я защитава и утешава... най-вече при сърдечни проблеми. Питър още няма постоянна приятелка, но е красиво момче и между него и Корнелия сякаш прехвърчат искри. Корнелия и Питър се събират, Питър се мести да живее с четирима негови приятели.

- Калеб – Калеб е младият водач на бунтовниците от Меридиан, тайна организация, която се бори срещу режима на принц Фобос. Базата им се намира в плетеницата от безкрайни подземия на града. Верният слуга на Калеб е Ватек, който напуска Седрик и преминава на страната на бунтовниците. Калеб е роден като шепнещ, но скоро волята му укрепва и той осъзнава, че трябва да се опълчи срещу владичеството на Фобос, своя господар и създател. Калеб е голямата любов на Корнелия. Но бъдещето на чувствата им е неясно.

- Оруба – Тя е най-верният и смел помощник на Пазителките, изпратен от Оракула да подкрепя мисията на УИЧ. Нейна родина е Базилидия, но тя трябва да свикне със земните порядки под прикритието на името Ребека Рудолф. След време Оруба не само започва да се привързва към земния начин на живот, но и изпитва „земни чувства“ към един от най-големите врагове на УИЧ – лорд Седрик, който от своя страна, поради любовта си към смелото момиче войн, изненадващо взима страната на Пазителките в битката им срещу Джонатан Лъдмур. А когато Седрик е ранен и сякаш се стопява в небитието, сломената Оруба решава да се завърне в своята родина.

- Уи – Палавата пухкава топчица, която не се спира на едно място, е животинче от необикновена „базилидийска порода“. Като подарък на Оруба от Оракула, Уи е щастлив да попадне сред УИЧ, но много често му се налага да става невидим! След като обаче се оказва, че Оруба е алергична към козината му, дом на Уи става „Старата книжарница“ – главният щаб на УИЧ. Като същински крал на бедите, който обича винаги да е в центъра на вниманието, Уи не спира да причинява на петте Пазителки доста главоболия, но въпреки това се радва на тяхната обич и нежни грижи.

- Шийла Йенсен – Шийла е дъщерята на Кевин Йенсен – известен хореограф, близък приятел на Кармила и собственик на танцова школа „Йенсен“. Когато заедно с баща си момичето пристига в града, то е доста резервирано към хората, които среща. Но скоро открива нова приятелка в лицето на Тарани и сякаш започва да чувства Хедърфилд като свой дом. За разлика от Пазителката на огъня обаче, Ирма се оказва доста по-скептична и обявява Шийла за надута и превзета. Но както самата Ирма скоро разбира, никога не е късно да промениш мнението си за някого.

- Люк Прад – Едно от най-вълнуващите събития, които се случват на Тарани в танцова школа „Йенсен“, е запознанството ѝ с чаровния Люк Прад. Някак неусетно чувствата ѝ към Найджъл започват да охладняват, а мисълта за Люк не излиза от ума ѝ. Момчето успява да плени Тарани с милото си отношение, сладко излъчване и чудодейната способност да разсейва съмненията ѝ по отношение на нейния талант.

- Ерик Линдън – Интелигентен чаровник и може би бъдещ учен астроном, Ерик е любимото момче на мечтателната Хей Лин. Известно време той живее с дядо си, чиято работа е да поддържа градската обсерватория. Но скоро на Ерик му се налага да се премести в градчето Оупън Хил, заедно със своите родители. Въпреки мъчителните чувства от раздялата, Ерик и Хей Лин се стараят да преодолеят мрачното настроение и да си вдъхнат взаимно вяра, че тяхната връзка има бъдеще напук на далечните разстояния…

- Джоел Райт – Джоел свири на бас в училищната група „Кобалт Блу“ и отношенията му с Ирма стават все по-близки. Тяхното приятелство бавно, но сигурно прераства в нещо по-голямо. Особено когато Ирма разбира, че той пренася цялата техника на екипа на Кармила само и само, за да получи един безценен автограф от звездата, специално за Пазителката на водата. Русокоското с очила и особено чувство за хумор не е съвършеният красавец, но е най-страхотното момче в очите на влюбената Ирма.

- Ерин Пейтън – Тя е изпратена от Текла да улови петте момичета и да ѝ ги предаде. Под прикритието на ученичка по обмен, която трябва да се настани в дома на семейство Леър, Ерин е изпълнена с гняв и желание за отмъщение към петте Пазителки. Но скоро след като разбира истината за злата същност на Текла, тя минава на страната на УИЧ. С помощта на магичните сили на петте вълшебници, Ерин се събира отново със своя изчезнал брат Кадер. Но скоро УИЧ решават, че могат да се справят с Текла и сами и е време Ерин и Кадер да се прибират у дома.

- Карл Ибсен – Със сигурност той е типичният пример за мъж под чехъл, а съпругата му – за изключително властна жена. Той е преданият съпруг на Текла Ибсен и покорно изпълнява всички нейни заповеди. Именно Карл Ибсен е човекът, който под фалшиво име вкарва Ерин Пейтън в училище „Шефилд“ и с помощта на амулет поставя Юрая и бандата му под своя власт.

- Доктор Едуард Фолкнър – Новодошлият очен лекар в училище „Шефилд“ крие доста загадки около себе си. Докторът особняк за пореден път привиква Хей Лин на очен преглед. УИЧ са разяждани от подозрения, особено след като тайно се промъкват в дома му и откриват някои доста странни книги в мрачната му библиотека. Дали д-р Фолкнър е помощник в пъклените дела на Текла Ибсен, това предстои на УИЧ да разберат. Мрачният „доктор“ продължава да следи Хей Лин пазителките го принуждават да разкрие тайните си, Фолкнър помага на WITCH да победят Текла. Фолкнър се оказва ловец на рейгърланзи. В последната битка на пазителките срещу Текла, Фолкнър отваря кутията за залавяне на рейгърланзи.

- Кортни и Бес Гръмпър  – Те са две подмазвачки били са примерни и послушници на Директорката г-жа Никърбокарката, Директорката възлага на тях училищния вестник, в който те се подиграват на учениците и учителите от „Шефилд“ и най-вече на директорката. Изчезват и пазителките ги намират съвсем случайно на конкурс за красота – няма как да не се забележат, когато НЕ печелят, те правят скандал.

- Стивън – Момче, което заедно с приятели живее в катакомбите на Хедърфилд и поправя електрическите повреди. Гадже на Ирма в новите епизоди.

## Злодеи

### Част I
- Принц Фобос

След „внезапното“ изчезване на родителите си, владетели на Меридиан, принц Фобос, по-големият брат на Елион, заема престола на Метасвета и незаконно си присвоява мястото, което по право се пада на сестра му. Жаден за власт, Фобос безмилостно подчинява Меридиан и извлича цялата му магическа сила. За да възпре кроежите му, Съборът на мъдреците от Кандракар сътворява Разделителя, с който отделя неговото царство от останалите светове. Жесток и надменен, Фобос се разкрива само пред шепнещите – верните слуги, които сам е създал. Той има заветна мечта – да погълне безкрайната магическа енергия на Елион и да разруши Разделителя, а след това безнаказано да завладява нови светове и измерения.
- Лорд Седрик

Седрик, дясната ръка на принц Фобос, има две лица – приема човешки образ на книжар от Хедърфилд и се явява като злокобен помощник на владетеля на Меридиан. Неговата антикварна книжарница служела за прикритие, докато заедно със слугата си Ватек (по-късно преминал на страната на бунтовниците от Меридиан, предвождани от Калеб) е наблюдавал битието на Елион в човешкия свят. Както всеки жител на Метасвета, Седрик притежава способността да променя своя външен вид. Истинският му образ е змиеподобно чудовище. Заветната му мечта е да бъде приет в съвета на шепнещите в двора на принца на Меридиан.

#### Част II
- Нериса

Предишната пазителка на Сърцето на Кандракар. Тя бива обсебена от силата му. Оракулът разбира, че тя вече не е способна да го пази, и го поверява на Касиди. Заслепена от ревност, Нериса убива Касиди. За да я накаже, Оракулът я затваря в недрата на планината Танос, където тя трябва да мисли за това, което е направила. Нериса може да бъде освободена, само ако петте сили се съберат в едно тяло. За зла участ това се случва и когато се събужда, Нериса започва да крои планове как да унищожи Кандракар и как да си върне Сърцето, за да може да властва над Вселената.

#### Част III
- Ари

Ари е бил млад фермер от Света Аркханта. Спокойният му живот се променя, след като жена му Ямайеда ражда единствения им син Маки. Маки страда от странна болест, която го затваря в негов собствен свят, далеч от другите. Ари опитва всичко, за да го излекува, когато най-накрая се обръща и към Оракула на Кандракар. Когато той му казва, че не може да му помогне, Ари решава да плени банши – зъл дух, който притежава силата да изпълнява желания. Дори и духът не може да помогне на Маки. Затова Ари си пожелава властта над Аркханта, за да може да осигури на Маки спокоен живот. Най-голямото му желание е да отмъсти на Оракула за това, че не му е помогнал.

#### Част IV
- Ендарно

След като старият Оракул бива прокуден в Базилидия, Ендарно заема неговото място. Той смята, че Пазителките са недостойни за званието си, и ги подлага на ужасно изпитание. С течение на времето се разбира, че Ендарно не е друг, а самия Фобос, успял чрез магия да замени тялото си с това на Ендарно, като оставя истинския Ендарно затворник в Кулата на мъглите. Той мрази всички, които са останали верни на стария Оракул, като Тибор и Ян Лин, и се опитва да се отърве от тях. Целта му е да стане пълновластен оракул и да промени Кандракар и Вселената, както той иска. Накрая Пазителките успяват да го победят с помощта на Химериш и Ян Лин.

#### Част V
- Джонатан Лъдмур

Джонатан Лъдмур бил първият меридианец, дошъл на Земята. Фобос му заповядал да пробие Разделителя, като отварял проходи, за да може да се движи свободно между двете измерения. Той открил, че Хедърфилд лежи на място, където се пресичат петте мистични стихии, и се опитал да ги овладее. Когато не успял да овладее силата им, той изчезнал в своята Книга на Стихиите. Когато Седрик намира книгата, Лъдмур го използва, за да може да намери петте камъка, които съдържат в себе си положителната страна на стихиите, и които са ключ за отваряне на книгата. Когато четири от петте камъка биват поставени на корицата, Лъдмур затваря Пазителките, Седрик и Оруба в книгата, където Мат вече е затворник. Пазителките побеждават Лъдмур, след като той убива Седрик.

#### Част VI
- Текла Ибсен

Тя притежава силата да поглъща жизнена енергия от хората, чрез рейгърланга, който тя може да създава. След като бива победена от Уич, тя губи много жизнена енергия и не може повече да призовава рейгърланга. Текла вижда Пазителките като богат източник на жизнена енергия. След последната битка с Фолкнър и рейгърланга, Текла помага на Пазителките, за да могат да победят злия ловец. Когато всичко приключи, тя и съпругът ѝ Карл са приети от Кандракар.

#### Част VII
- Тъмната Майка

Красивата и зла Кралица на Земята, която заплашва Кандракар и Земята. Някога, Тъмната Майка била Метер – красивата кралица на пролетта. Навсякъде, където минела, цветя, дървета и растения цъфтели под краката ѝ. Но тогава Метер станала арогантна и жестока и използвала своята магия, за да направи от себе си чудовище, наричайки се Тъмната Майка, и след това нападнала Кандракар. Но другите Кралици на Елементите – на Въздуха, на Огъня и на Водата, се надигнали срещу нея, за да защитят баланса на Кандракар и останалите светове. Те победили Тъмната Майка и я запратили в мрачния Космос, лишен от каквато и да била земя. Но тя някак оцеляла и посяла корените си под горите на Хедърфилд. Клоните и корените ѝ се простират под целия град. Въпреки огромната ѝ власт над земята, тя все още е затворена в клетка от корени и растения, запечатана от Кандракар. В търсене на корена на силата си, Уил без да иска освобождава Тъмната Майка. По-рано тя успява да изпрати в Кандракар едно от черните си семена, което с времето се разрасна в дърво и успя да завладее съзнанията на старейшините, превръщайки го в така желаното за нея кралство. Уич са напът да загубят битката с нея, но накрая, благодарение на техния неразрушим съюз, успяват да я затворят завинаги в каменна сфера. Дори и затворена, корените на Тъмната Майка все още застрашават Кандракар, който момичетата успяват да спасят по-късно.

#### Част VIII
- Професор Такеда

На пръв поглед Такеда е голям учен, работещ дълги години като инженер в технологични изследвания с климатици и други подобни съоръжения. Той е създател на „Студотек“ – мощна машина, която може да достигне само три градуса по-далеч от абсолютната нула (-273,15). В действителност, живота му е много тежък и объркан: дъщеря му Марико, голям учен като него, открива, че заедно с нашия, съществуват и други светове, където нивото на кинетичната енергия е много по-високо и следователно те се въртят много по-бързо от нашия, и решава да ги проучи. В един от своите експерименти тя почти не изгубва живота си. Такеда поставя тялото ѝ в странна течност, заклевайки се да отмъсти на всички видове магия в нашия свят, търсейки начин да върне Марико към живота.

## Още за Уич
Освен ежемесечното списание Witch (публикувано като правило в първия понеделник на всеки месец), са отпечатани и няколко поредици от книги и издания, разказващи за приключенията на петте героини. Също така е създадена и анимационна поредица с 2 сезона. 

### Комикс

#### Мисия I: Дванайсетте прохода
Пет момичета – Уил, Ирма, Тарани, Корнелия и Хей Лин, са избрани да бъдат новите Пазителки на Кандракар – група войни, надарени с магически сили, с мисия да защитават центъра на Вселената и всички останали светове от Силите на мрака. Първата им мисия е да победят злия принц Фобос, владетеля на Метасвета. Той планира да изсмуче цялата магическа енергия на Меридиан и след това безнаказано да завладява нови светове и измерения.
- 1. Хелоуин
- 2. Дванайсетте прохода
- 3. Другото измерение
- 4. Силата на огъня
- 5. Последната сълза
- 6. Заблуди и лъжи
- 7. Един ден ще го срещнеш
- 8. Черните рози на Меридиан
- 9. Четирите дракона
- 10. Мост между два свята
- 11. Корона от светлина
- 12. Завинаги

#### Мисия II: Завръщането на Нериса
Момичетата се изправят срещу нов враг – някогашната пазителка на Сърцето на Кандракар. Нериса предава своите приятелки, завладяна от безграничната енергия на вълшебния медальон, и убива една от тях. Тогава е заточена за цяла вечност в недрата на планината Танос.
Тя е събудена от своя сън, когато Луба, пазителката на аурамирите, не се подчинява на заповедта на Оракула, и ги съединява, с цел да докаже, че момичетата не са достойни за пазителки. Тогава Нериса създава четирима силни рицари, с цел да превземе и унищожи Кандракар. Докато се бият с новия враг, момичетата научават много за произхода на силите си и за историята на Кандракар.
- 13. Ново начало
- 14. Краят на една мечта
- 15. Смелостта да продължиш
- 16. Печатът на Нериса
- 17. Не затваряй очи!
- 18. Краят на лятото
- 19. Другата истина
- 20. Повей на омраза
- 21. Сенки от утрешния ден
- 22. Разбито сърце
- 23. Сбогом!
- 24. Довери ми се!

#### Мисия III: Владетелят на Аркханта
Криза след криза се проточва, което охлажда отношенията между момичетата. Те трябва да спрат Ари, могъщият владетел на Аркханта, преди да използва силата на своята банши и да унищожи Кандракар. Плюс това момичетата имат и безброй неприятности на Земята, свързани с техните астрални близначки, които започват да проявяват своеволия, и агентите на Интерпол, които ги подозират заради техните магически сили. И сякаш това не достига, ами и бащата на Уил се завръща, искайки я обратно.
- 25. Водни сенки
- 26. Изнудване
- 27. Разделени
- 28. Толкова близо, толкова далече
- 29. По-малкото зло
- 30. Залата на бурите
- 31. Гласът на тишината
- 32. Зад маската
- 33. Най-големият дар
- 34. Уханието на свободата
- 35. Огледален живот
- 36. Бунтовни духове

#### Мисия IV: Лицата на Ендарно
Старейшините от Събора на Кандракар поставят под въпрос действията на Оракула, като го поставят пред диспут. Пазителките са повикани, за да отстояват правата му. В Хедърфилд, Уил вижда Оруба и Мат заедно и започва да ги подозира. В същото време директорката Никърбокър взима специални мерки, за да повиши оценките на момичетата. В Кандракар, Съборът трябва да избира между Ендарно и Ян Лин, за позицията на Оракул. Когато Ендарно бива избран, той прави живота на Пазителките непоносимо труден. Дали те ще разберат навреме, че той не е този, за когото се представя.
- 37. Диспутът
- 38. Сърдечни желания
- 39. На крилете на спомена
- 40. Върховната тайна
- 41. Цялата истина
- 42. Краят на надеждите
- 43. Магията на светлината
- 44. Никога вече сами
- 45. Двойна измама
- 46. Силата на куража
- 47. Песъчинките на времето
- 48. Нови хоризонти

#### Мисия V: Магичната книга
Самите елементи готвят изпитание за момичетата. Силите им растат. Дори триумвиратът на Кандракар няма логично обяснение за това. В същото време Седрик е лишен от магическите си сили и пратен на Земята, за да се поправи. Така той започва да търси нещо, което да му върне силите и по този начин да си отмъсти на Пазителките. Намира надежда в Книгата на Стихиите, написана от Джонатан Лъдмур. Благодарение на господин Колинс момичетата също научават историята на книгата. Когато книгата пленява Мат, Пазителките трябва да обединят сили със Седрик, за да могат да я отворят отново. За да отворят вълшебната книга те трябва да намерят символите на стихиите си. В опита си да спасят любимия на Уил те са всмукани в книгата благодарение на уменията си и помощта на Оруба те минават от глава на глава, намират Мат, но под въздействието на зла магия Уич освобождават Мат, и са готови да минат напред дори Оруба, която загубва своя любим Седрик.
- 49. Между Сън и Реалност
- 50. Вълшебница въпреки всичко
- 51. Извън контрол
- 52. Невидими врагове
- 53. Нова песен
- 54. Още Една прегръдка
- 55. Денят след това
- 56. Загадката
- 57. Омагьосаният остров
- 58. Илюзии
- 59. Огънят отвътре
- 60. Земя и въздух
- 61. Светът в книгата
- 62. Между страниците
- 63. Здравей и довиждане

#### Мисия VI: Рейгърланг
Когато Хей Лин отива на гости на Ерик в Оупън Хил, тя се запознава с Карл и Текла Ибсен. Карл Ибсен ѝ разказва легендата за рейгърланга – същество, което лишава жертвите си от гласа им, от мислите им и накрая от живота им. Същата вечер Хей Лин бива атакувана от рейгърланг, но успява да му се изплъзне благодарение на своите приятелки. Скоро те разбират кой стои зад новата заплаха – Текла Ибсен. Момичетата успяват да я победят. Веднъж, но не завинаги, защото Текла се завръща. А в училище има нов лекар – доктор Фолкнър. Какво общо има той със семейство Ибсен?
- 64. Викащият човек
- 65. Разцъфнали надежди
- 66. Отблясъци
- 67. На твоя страна
- 68. Тъмната страна
- 69. Нови граници
- 70. Спрете пресата!
- 71. Проблясъци на страх
- 72. Зеленият лъч
- 73. Черна мъгла
- 74. Силата на сърцето

#### Мисия VII: Нова сила
Нова зла сила, наречена Тъмната Майка, застрашава Кандракар и Оракулът затваря портите на измерението с могъщо заклинание. Освен това той изпраща Мат, за да открадне Сърцето на Кандракар и силите на Пазителките, оставяйки ги безсилни. Но скоро нова, по-могъща природна енергия достига до момичетата, дарявайки ги с по-могъща магия и нов магически външен вид. За да овладеят огромната енергия, те трябва да намерят корена на силата си и да победят Тъмната Майка, преди нейните корени да разкъсат основите на крепостта и да я накарат да се носи безкрайно из Вселената.
- 75. Крадецът
- 76. Земя
- 77. За всички звезди
- 78. Огън
- 79. Вода
- 80. Вихър от емоции
- 81. Въздух
- 82. Енергия
- 83. Завръщане в Кандракар
- 84. Магията на ритъма
- 85. Аз съм вие
- 86. В сърцето

#### Мисия VIII: Teach 2bWitch
В тези нови епизоди, Пазителките имат мисията да намерят всички магически деца в Хедърфилд и да ги научат как да използват вълшебните си сили. За да им помогне в новата им мисия, новият Оракул – Ян Лин, им дава ключа за „Уич Бус“ – вълшебно училище на колела, което таи в себе си пет магически лаборатории, които символизират силата на елементите. Но както обикновено момичетата не остават без враг – професор Такеда иска да унищожи магията на света.
- 87. Студена магия
- 88. Коя от вас...
- 89. Ключът на лятото
- 90. Туптящо сърце
- 91. Много повече
- 92. Вече не съм сама
- 93. От далечно място
- 94. Разчистване на сметките
- 95. Сълзи без край
- 96. Тук, в сърцето

(Незнайно защо са изпуснати 3 междинни броя между двете мисии)

#### Мисия IX: 100% Witch
В тази част във всеки епизод има различна история. Момичетата трябва да се справят както с ежедневните си проблеми, така и с новите си врагове – злата кралица на съдбата Нихила и петте магически момчета (притежаващи техните сили), наречени Руниците. Земята се опитва да предупреди пазителките за предстоящите странни събития чрез техните елементи.
- 97. 100% вълшебни
- 98. Една звезда се ражда
- 99. Първият ден
- 100. Онази, която не си
- 101. Един непознат свят

!Незнайно защо е изпусната историята Писмо от мечтите!
- 102. Зодиак
- 103. Това бе съдба
- 104. Бащино сърце
- 105. Зелена истина
- 106. Вълшебни майки
- 107. Един отбор

(Въпреки че историята продължава, издателство „Егмонт България“ спира списанието и брой 107 е последен за България)

### По автор

#### Лине Кобербьол
- „Сърцето на саламандъра“,
- „Властта на музиката“,
- „Воден огън“,
- „Зелено сияние“,
- „Жестоката императрица“

Поредица „Счупената сфера“:
- „Каменният сокол“
- „Жестокият орел“
- „Призракът на совата“
- „Златният феникс“

#### Сесили Екен
- „Ледения цвят“
- „Свят от мъгла“

#### Лене Мьолер Йоргенсен
- „Синия пламък“
- „Вихрите на Буритания“
- „Златния извор“
- „Абаносовата пирамида“
- „Розата на Фану“
- „Кралицата на нощта“

### Романи по комиксите
1. „Пазителките на Кандракар“
2. „Дванайсетте прохода“
3. „Другото измерение“
4. „Силата на огъня“
5. „Последната сълза“
6. „Заблуди и лъжи“
7. „Ще го срещнеш отново“
8. „Черните рози на Меридиан“
9. „Четирите дракона“

### „Всичко за тях“
- „Всичко за тях 1“
- „Всичко за тях 2“
- „Всичко за тях 3“
- „Всичко за тях 4“
- „Всичко за тях 5“
- „Всичко за тях 6“
- „Всичко за тях 7“
- „Всичко за тях 8“

### Други издания на „Уич“
Специални издания на „Уич“:
- „Елион“
- „Коледа с Уич“ (извънредно издание)
- „Корнелия и Калеб“
- „Планетата на момчетата“
- „Тайни и мечти“
- „Дневникът на Уич 2006 – 2007“
- „Послания“
- „Лято и музика“
- „Дневник Уич 2007 – 2008“
- „Стил и мода“
- „Олимипийско лято 2008“
- „Дневнек Уич 2008 – 2009“
- „Изгубената Коледа“

### Тестове
1. „Какъв характер си?“
2. „Как се отнасяш с другите?“
3. „От А до УИЧ“
4. „Тестове и игри“
5. „За любопитните и сръчните“

### Поредица „Сладки тайни“
1. „Уил разказва“
2. „Ирма разказва“
3. „Албум за лепенки УИЧ“

### Поредица „Вълшебни идеи“
Специален интерес за тийнейджъри и родители представлява поредицата „Вълшебни идеи“, съдържаща малките, но полезни томчета:
- „Как да опознаеш момчетата“
- „Как да се забавляваш през ваканцията“
- „Как да проявяваш увереност“
- „Как да оцелееш в училище“
- „Как да откриеш своята красота“
- „Как да овладееш влюбването“
- „Как да създадеш собствен стил“
- „Как да се забавляваш в свободното време“
- „Как да разбираш своите братя и сестри“
- „Как се прави щур купон“
- „Как да се разбираш с родителите“
- „Как да си част от компанията“
- „Как да имаш много приятели“
- „Как да пазиш тайни“

Те дават нов, достъпен и близък до младите хора поглед към темите, които ги вълнуват.